# Давре
Давре́ (фр. Davrey) — коммуна во Франции, находится в регионе Шампань — Арденны. Департамент — Об. Входит в состав кантона Эрви-ле-Шатель. Округ коммуны — Труа.
Код INSEE коммуны — 10122.
Коммуна расположена приблизительно в 150 км к юго-востоку от Парижа, в 110 км южнее Шалон-ан-Шампани, в 29 км к югу от Труа.

## Население
Население коммуны на 2008 год составляло 251 человек.
| 1962 | 1968 | 1975 | 1982 | 1990 | 1999 | 2008 |
| ---- | ---- | ---- | ---- | ---- | ---- | ---- |
| 289  | 283  | 255  | 241  | 220  | 235  | 251  |

## Экономика

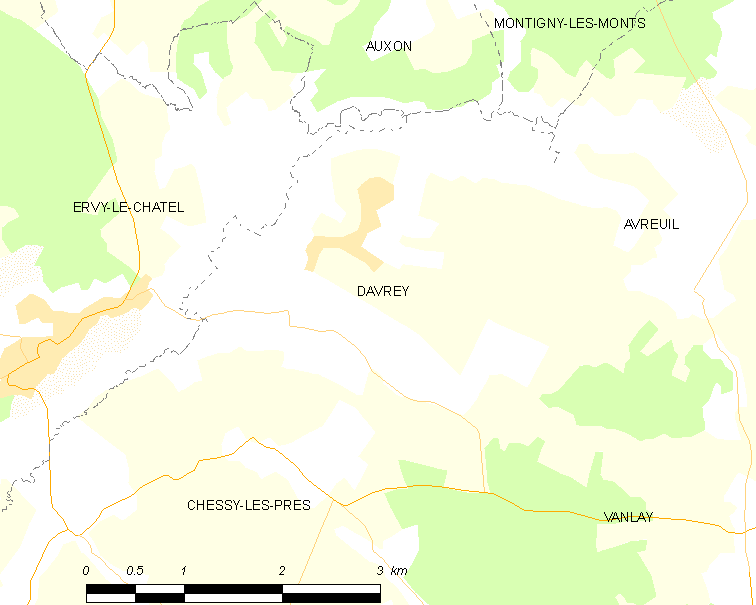
Карта коммуны

В 2007 году среди 156 человек в трудоспособном возрасте (15—64 лет) 107 были экономически активными, 49 — неактивными (показатель активности — 68,6 %, в 1999 году было 75,9 %). Из 107 активных работали 96 человек (52 мужчины и 44 женщины), безработных было 11 (4 мужчины и 7 женщин). Среди 49 неактивных 13 человек были учениками или студентами, 18 — пенсионерами, 18 были неактивными по другим причинам.